# Campanula akguelii
Campanula akguelii är en klockväxtart som beskrevs av Altan. Campanula akguelii ingår i släktet blåklockor, och familjen klockväxter.
Artens utbredningsområde är Turkiet. Inga underarter finns listade i Catalogue of Life.